# Karol Szymanowski
Karol Maciej Szymanowski (3. října 1882 Tymošivka, Ukrajina – 29. července 1937 Lausanne, Švýcarsko) byl polský hudební skladatel a pedagog, člen hnutí Mladé Polsko. Jeho styl, pohybující se často na hranici tonality, bývá dáván do souvislosti s hudbou konce 19. století, s takzvaným hudebním impresionismem, ale také s hudbou neofolklorismu (s jehož českým představitelem Leošem Janáčkem bývá Szymanowského dílo v zahraničí často prováděno), případně s díly autorů první hudební avantgardy.

## Život
Szymanowski pocházel z polské rodiny žijící od osmnáctého století na Ukrajině. Rodina vlastnila panství v obci Tymošivka. Matka (rozená Taubeová) pocházela z Kuronska, které je dnes součástí Lotyšska.
Celá rodina Szymanowských byla hudebně založená. Jeho otec hrál na klavír a na violoncello, bratr Felix byl klavírista a sestra, Stanisława Korwin-Szymanowska, byla zpěvačkou (soprán). Karol se začal zabývat hudbou v sedmi letech. Menší zdravotní postižení (postižení nohou) omezovalo jeho fyzickou aktivitu. Nejprve studoval pod vedením svého otce a pak, od roku 1892, byl jeho učitelem Gustav Neuhaus, místní hudební pedagog, který objevil Szymanowského kompoziční schopnosti. Poté studoval ve Varšavě na Státní konzervatoři u prof. Zygmunta Noskowského. V letech 1901-05 studoval harmonii u Marka Zawirského.
V letech 1903–1905 žil v Berlíně, kde se setkal s Richardem Straussem, pod jehož vlivem v nadcházejících letech komponoval. Inspirován jeho hudbou zkomponoval svou první symfonii. Po roce 1914 podnikl cestu Evropě. Ve Francii se seznámil s impresionismem a zejména hudba Clauda Debussyho byla další inspirací pro jeho tvorbu. První světovou válku strávil v rodné obci a intenzivně komponoval. Z té doby pochází mimo jiné jeho III. symfonie, koncert pro housle a smyčcový kvartet.
V době bolševické revoluce ztratila rodina Szymanowských své panství v Tymošivce. V polovině roku 1920 se přestěhovala do Varšavy, kde Karol zažil svůj první velký umělecký úspěch a nakonec se stal i rektorem Varšavské hudební univerzity (Uniwersytet Muzyczny Fryderyka Chopina) (1927–1931). V témže roce koupil manžel jeho sestry, Stefan Bartoszewicz, úředník z ministerstva obchodu ve Varšavě, pro rodinu Szymanowskýchvilu vilu v Bydhošti. V letech 1921–1924 zde pak Karol žil se svou matkou, sestrou a bratrem Felixem. Během této doby složil mj. písně na texty básní Juliana Tuwima pod názvem "Słopiewnie", napsal eseje o Igoru Stravinském a Fryderyku Chopinovi.

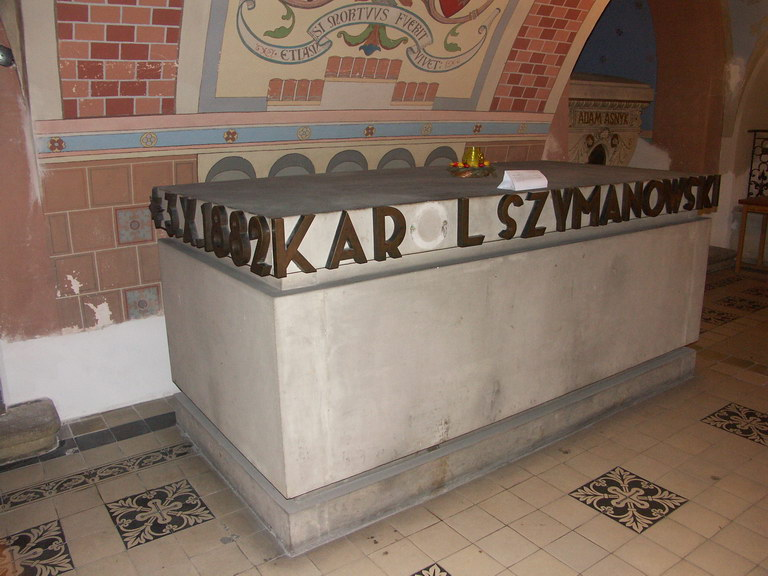
Hrob Szymanovského v Krakově.

Szymanowski byl homosexuál. Jedním z jeho děl na homosexuální téma je i opera Král Roger (1918–1924). Psal rovněž verše. V letech 1917–1919 napsal román Efebos, zabývající se přímo tématem homosexuality. Věnoval jej svému milenci, tanečníku a básníku Borisovi Kochnovi. Román shořel v září 1939 při požáru v bytě jeho bratrance, spisovatele Jarosława Iwaszkiewicze. Nicméně jedna z jeho kapitol se dochovala. Později byla vydána v Německu. Za svou literární činnost získal Szymanowski ve třicátých letech Zlatý vavřín Polské literární akademie.
Szymanowského onemocněl tuberkulózou a ve třicátých letech si v Zakopanem pronajal vilu Atma. Často odjížděl na léčení do švýcarského sanatoria. Tuberkulóza se však rozšířila do krku a skladatel nebyl schopen nic jíst. Zemřel 29. března 1937 během spánku v sanatoriu Du Signal v Lausanne. Pohřeb se konal 7. dubna 1937 v Krakově. Je pochován v kryptě Kostela sv. Archanděla Michaela a sv. Stanislava na 'Skałce' v Krakově. Ve vile Atma byla zřízena pobočka Národního muzea.
Za svou hudební tvorbu byl v roce 1934 jmenován Komandérem Řádu znovuzrozeného Polska. 2. dubna 1937 mu prezident Ignacy Mościcki udělil Velkokříž tohoto řádu.

## Dílo

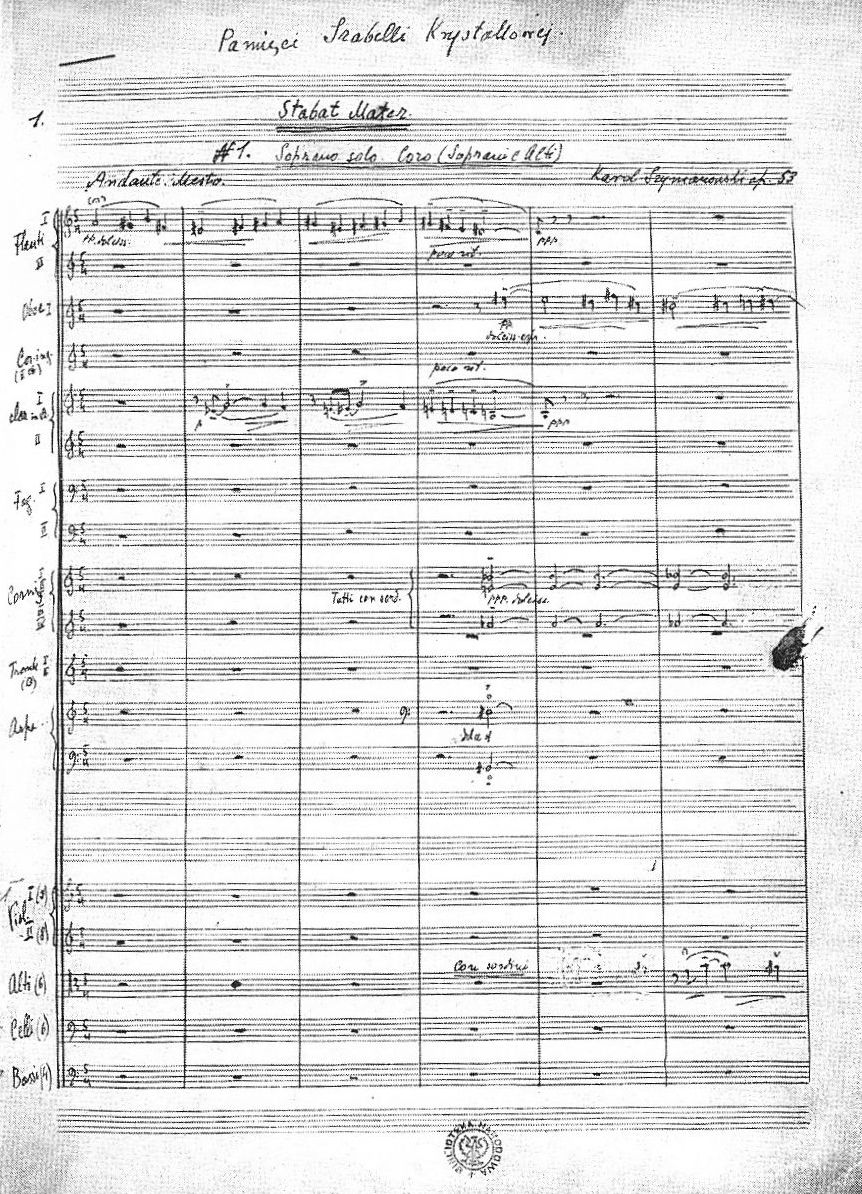
Rukopis partitury Stabat Mater.

Szymanowského skladby bývají členěny do tří skupin podle stylu a chronologie vzniku. V prvním období přibližně do opusu 25 je Szymanowského hudba ovlivněna Chopinem a německým pozdním romantismem (Richard Strauss).
Přibližně od první světové války přijímá Szymanowski do svého stylu prvky hudebního impresionismu a moderny (Igor Stravinskij). Jeho skladby se však v tomto období zmíněným stylům vymykají silnými názvuky arabské hudby. Kultura islámu se do okruhu této části Szymanowského díla dostává i námětově. Patrně nejvýznamnější z této části tvorby jsou Szymanowského písňové cykly, třetí symfonie Píseň noci a opera Král Roger.
V třetí etapě tvorby se Szymanowského styl dostává blízko neoklasicismu a neofolklorismu. Nejvýznamnějším dílem tohoto období je Stabat Mater.

### Jevištní díla
- Loteria na mężów czyli Narzeczony nr. 69 (opereta, 1908–1909)
- Mandragora, op. 43 (baletní pantomima pro tenor sólo a orchestr, 1920)
- Harnasie, op. 55 (baletní pantomima pro tenor sólo, sbor a orchestr, 1923–1931)
- Hagith, op. 25 (opera, 1912–1913)
- Król Roger, op. 46 (opera, 1918–1924)

### Orchestrální skladby
- Koncertní předehra E-dur, op. 12 (1904–1905)
- I. symfonie f-moll, op. 15 (1906–1907)
- II. symfonie B-dur, op. 19 (1909–1910)
- III. Symfonia Pieśń o nocy, op. 27 (symfonie pro tenor, sbor a orchestr, 1914–1916)
- I. houslový koncert, op. 35 (1917)
- Kniaź Patiomkin, op. 51 (mužský sbor a malý orchestr, 1925)
- Stabat Mater, op. 53 (soprán, alt, baryton, smíšený sbor a orchestr, 1925–1926)
- Veni creator, op. 57 (soprán,sbor, varhany a orchestr, 1930)
- Litania do Marii Panny, op. 59 (soprán, ženský sbor a orchestr, 1930–1933)
- IV. symfonie (Symphonie concertante), op. 60 (1932)
- II. houslový koncert, op. 61 (1932–1933)
- Marsz uroczysty (1920)
- Marsz 3. Pułku Ułanów na orkiestrę dętą (1920)

### Klavírní skladby
- Preludium a fuga cis-moll (1900)
- Devět preludií, op. 1 (1899–1900)
- Variace b-moll, op. 3 (1901–1903)
- Variace na polské lidové téma h-moll, op. 10 (1900–1904)
- Čtyři etudy, op. 4 (1900–1902)
- I. klavírní sonáta, op. 8 (1903–1904)
- Fantasie, op. 14 (1905–1907)
- II. klavírní sonáta A-dur, op. 21 (1910–1911)
- Metopy, op. 29 (1915)
- Dvanáct etud, op. 33 (1915–1916)
- Masky, op. 34 (1916)
- III. klavírní sonáta, op. 36 (1917)
- Dvacet mazurek, op. 50 (1924–1925)
- Romantický valčík (1925)
- Čtyři polské tance (1925–1926)
- Dvě mazurky, op. 62 (1933–1934)

### Komorní hudba
- Sonáta d-moll pro housle a klavír, op. 9 (1904)
- Klavírní trio, op. 16 (1907)
- Romance D-dur, op. 23 (housle a klavír, 1910)
- Nokturno a tarantela, op. 28 (housle a klavír, 1915)
- Mýty, op. 30 ((housle a klavír, 1915)
- I. smyčcový kvartet, op. 37 (1917)
- Tři Paganiniho capriccia, op. 40 (housle a klavír, 1918)
- Danse sauvage pro housle a klavír (1920)
- L'Aube pro housle a klaví (1925)
- La berceuse d'Aïtacho Enia (Kołysanka), op. 52 (housle a klavír, 1925)
- II. smyčcový kvartet, op. 56 (1927)
- Píseň Roxany pro housle a klavír (1931)
- Taniec z "Harnasiów" pro housle a klavír (1931)
- Zarzyjze kuniu pro housle a klavír (1931)

### Písně
- Šest písní, op. 2 (1900–1902)
- Tři fragmenty z básní Jana Kasprowicze, op. 5 (1902)
- Salome, op. 6 (zpěv a orchestr, 1904–1912)
- Labuť, op. 7 (1904)
- Čtyři písně, op. 11 (1904–1905)
- Das Grab des Hafis (1905–1909)
- Pět písní, op. 13 (1905–1907)
- Dvanáct písní, op. 17 (1907)
- Penthezilea, op. 18 (píseň pro soprán a orchestr, 1908)
- Šest písní, op. 20 (1909)
- Barevné písně, op. 22 (1910)
- Hafiza, písně milostné, op. 24 (zpěv a klavír, 1911)
- Hafiza, písně milostné, op. 26 (zpěv a orchestr, 1914)
- Písně princezny z pohádky op. 31 (1915, úprava pro orchestr 1933)
- Tři písně, op. 32 (1915)
- Demeter, op. 37bis (pro alt ženský sbor a orchestr, 1917)
- Agawe, op. 38 (pro alt ženský sbor a orchestr, 1917
- Čtyři písně, op. 41 (1918)
- Pieśń meuzina szalonego, op. 42 (1918)
- Tři písničky (1920)
- Słopiewnie, op. 46bis (1921, úprava pro orchestr 1923–1924)
- Tři ukolébavky, op. 48 (1922)
- Dětské říkanky, op. 49 (1922–1923)
- Idom se siuhaje dołu, śpiewajęcy (1924)
- Dvě písně baskické, op. 44 (1925)
- Čtyři písně, op. 54 (1926)
- Vocalise-Étude (1928)
- Šest kurpiovských písní (smíšený sbor a cappella, 1928–1929)
- Kurpiovské písně, op. 58 (1930–1932)
- Nynie otpuszczajeszia (sbor a cappella)